# 1993 في البرتغال
فيما يلي قوائم الأحداث التي وقعت خلال عام 1993 في البرتغال.

## رياضة
- 26 سبتمبر – جائزة البرتغال الكبرى 1993 الفائز مايكل شوماخر.

## مواليد

### يناير
- 18 يناير – جواو كارلوس تيكسيرا لاعب كرة قدم برتغالي.[1]
- 19 يناير – جواو ماريو لاعب كرة قدم برتغالي.[2]
- 29 يناير – ميشيل لارشر دي بريتو لاعبة كرة مضرب برتغالية.

### مايو
- 17 مايو – رافا سيلفا لاعب كرة قدم برتغالي.[3]
- 28 مايو – باربارا لوز لاعبة كرة مضرب برتغالية.

### يوليو
- 30 يوليو – أندريه غوميش لاعب كرة قدم برتغالي.[4]

### أكتوبر
- 6 أكتوبر – ريكاردو بيريرا لاعب كرة قدم برتغالي.[5]
- 18 أكتوبر – إيفان كافاليرو لاعب كرة قدم برتغالي.[6]

### نوفمبر
- 16 نوفمبر – نيلسون سيميدو لاعب كرة قدم برتغالي.[7]

## وفيات

### نوفمبر
- 18 نوفمبر – جواو بابتيستا مارتينز (مواليد 1927) لاعب كرة قدم برتغالي.